# Цанкова (община)
Община Цанкова (словен. Občina Cankova) — одна з общин Словенії. Адміністративним центром є місто Цанкова.

## Населення
У 2011 році в общині проживало 1899 осіб, 919 чоловіків і 980 жінок. Чисельність економічно активного населення (за місцем проживання), 651 осіб. Середня щомісячна чиста заробітна плата одного працівника (EUR), 912,90 (в середньому по Словенії 987.39). Приблизно кожен другий житель у громаді має автомобіль (54 автомобілі на 100 жителів). Середній вік жителів склав 42,6 роки (в середньому по Словенії 41.8). 